# Deutsche Meisterschaft im Straßenrennen 1959
Die Deutsche Meisterschaft im Straßenrennen 1959 wurden am 2. August in Lebach im Saarland ausgetragen. Startberechtigt waren die Berufsfahrer mit einer Lizenz des Bundes Deutscher Radfahrer. Die Strecke war 230 Kilometer lang.

## Rennverlauf
Gefahren wurde auf einem Rundkurs von 23 Kilometern, der zehnmal absolviert wurde. Etwa 70.000 Zuschauer waren an der Strecke. Bei überwiegend regnerischen Wetter stellten sich 30 Radrennfahrer dem Starter. Das Rennen war geprägt von der Rivalität der Radsportteams Torpedo und Altenburger. So entstand die erste Spitzengruppe erst in der 8. Runde. In der letzten Runde konnten sich Hennes Junkermann und Franz Reitz am Hoxberg von ihren Begleitern Günther Debusmann, Winfried Ommer und Jupp Borghard absetzen. Kurz vor dem Ziel hatte Junkermann Reifenschaden, sein Teamkamerad Reitz wartete jedoch auf ihn. Im Endspurt siegte Junkermann mit einer Radlänge. Die Hauptgruppe mit Hans Jaroszewicz und Otto Altweck hatte 21 Minuten Rückstand. 19 Fahrer erreichten das Ziel in Lebach.
|     | Fahrer            | Team        | Zeit (h)       |
| --- | ----------------- | ----------- | -------------- |
| 01. | Hennes Junkermann | Altenburger | 6:20:00        |
| 02. | Franz Reitz       | Altenburger | 6:20:00        |
| 03. | Günther Debusmann | Torpedo     | + 1:36 Minuten |
| 04. | Winfried Ommer    | Torpedo     | + 1:36 Minuten |
| 05. | Jupp Borghard     | Torpedo     | + 3:54 Minuten |
| 06. | Lothar Friedrich  | Torpedo     | + 6:45 Minuten |
| 0 … |                   |             |                |